# 劉靜山 (1913年)
劉靜山（1913年10月24日—2013年2月4日），聖名若望，原天主教寧夏教區主教，獲政府及教廷承認。

## 生平
生於磴口縣，十六歲在三盛公小修院修道學習。1935至1942年分別在大同、綏遠（今呼和浩特）大修院接受神哲學培育。
1942年晉鐸後，先後在堂區和小修院服務，到1951年被捕，在監獄和農場接受勞動改造長達二十年之久。1970年，他回到家鄉的公社農村勞動，直至1979年在學校任教並逐步恢復教會工作。
1983年應邀到銀川天主堂，主持教務及牧靈工作。十年後，政府認可的「公開」教會當局根據行政區域重劃寧夏教區的範圍，劉主教獲祝聖為第一位中國籍教區主教。2007年，他祝聖李晶神父為助理主教，兩年後交接及退休。2013年去世。